# Centrale Landsaccountantsdienst
De Centrale Landsaccountantsdienst (CLAD) is de interne accountant van de Surinaamse overheid.
De CLAD werd opgericht op 1 januari 1973 en valt onder het ministerie van Financiën. De dienst heeft tot doel de deugdelijkheid van de financiële verantwoording en de doelmatigheid van het beleid te controleren van de overheden, openbare nutsbedrijven en parastatale lichamen. Het budget bedroeg in 2017 en 2018 6.867.000 SRD (omgerekend 800.000 euro, koers augustus 2018).